# علم الأدوية السريري
علم الأدوية السريري هو علم الأدوية لدى البشر واستخدامها السريري الأمثل لدى المرضى. وهو يرتكز على العلوم الأساسية لعلم الأدوية، مع زيادة التركيز على تطبيق المبادئ الدوائية والطرق الكمية على مجموعات المرضى البشر الحقيقيين. يمتلك علم الأدوية السريري مجالًا واسعًا، من اكتشاف الجزيئات المستهدفة الجديدة إلى آثار الاستخدام الدوائي على جميع الأفراد.
يتلقى الاختصاصيون في علم الأدوية السريري عادةً تدريبًا طبيًا وعلميًا صارمًا يمكنهم من تقييم الأدلة وإعطاء بيانات جديدة من خلال دراسات محكمة التصميم. يجب أن يُتاح للاختصاصيين في علم الأدوية السريري الوصول إلى عدد كافٍ من المرضى الخارجيين للحصول على الرعاية السريرية، والتعليم، والتثقيف، والأبحاث، وأن يشرف عليهم اختصاصيون طبيون. تتضمن مسؤولياتهم تجاه المرضى، على سبيل المثال لا الحصر، تحليل الآثار الضارة للأدوية، والعلاجات، والسمية بما في ذلك علم السموم الإنجابية، والمخاطر القلبية الوعائية، وإدارة أدوية الفترة المحيطة بالجراحة، وعلم النفس الدوائي.
يردم علم الأدوية السريري أيضًا الفجوة بين الممارسة الطبية وعلوم المختبرات. الهدف الرئيسي هو تعزيز أمان الوصفات الطبية، وتحقيق الحد الأقصى من تأثيرات الدواء، وتقليل الآثار الضارة. في ما يخص هذا الجانب، قد يكون هناك ارتباط مع الصيادلة الخبراء في مجالات المعلومات الدوائية وأمان الأدوية وغيرها من جوانب الممارسة الصيدلية المتعلقة بعلم الأدوية السريري. في الواقع، في دول مثل الولايات المتحدة وهولندا وفرنسا، يمكن تدريب الصيادلة ليصبحوا صيادلة سريريين، بهدف تحسين تقديم العلاج الدوائي الأمثل من خلال المعرفة بعلم الأدوية السريري.
بالإضافة إلى ذلك، أدى تطبيق التقنيات الوراثية أو الكيميائية الحيوية أو المعالجة الفيروسية إلى فهم واضح للآليات التي ينطوي عليها التأثير الدوائي.
عادة ما تكون درجة البكالوريوس في مجال العلوم الصحية أو السريرية أو علم الأحياء مطلوبة للتسجيل في دورة تعليمية لدرجة الماجستير في علم الأدوية. قد تحتفظ المؤسسات أيضًا بمقررات دراسية وشروط ائتمانية محددة للتسجيل على الشهادات العليا في علم الأدوية.

## الفروع
يتألف علم الأدوية السريري من عدة فروع مدرجة أدناه:
- الديناميكية الدوائية: ما تفعله الأدوية بالجسم وكيفية ذلك. لا يشمل هذا الجوانب الخلوية والجزيئية فقط، بل يشمل المعايير السريرية الأكثر أهمية أيضًا. على سبيل المثال، لا يُكتفى ببيولوجيا السالبوتامول، وهو ناهض لمستقبلات بيتا 2 الأدرينالية، بل بذروة التدفق الزفيري لجميع المتطوعين الأصحاء والمرضى الحقيقيين.
- الحركية الدوائية: ما يحدث للدواء في أثناء وجوده في الجسم. ويشمل هذا تعامل أنظمة الجسم مع الدواء، الذي ينقسم عادة وفق التصنيف التالي:
- الامتصاص: عملية انتقال الدواء إلى مجرى الدم
- التوزع: الانتقال العكسي للدواء من مكان إلى آخر في جسم الإنسان
- الاستقلاب (الأيض): العملية التي يُستقلب بها الدواء في كبد الإنسان
- الإخراج: العملية التي يجري من خلاها التخلص من الدواء وتحدث في الكبد والكليتين[4]
- الوصف الرشيد للأدوية: استخدام الدواء المناسب، بالجرعة المناسبة، وبطريق الإعطاء والتواتر المناسبين للمريض، وإيقاف الدواء بشكل مناسب.
- الآثار الضارة للأدوية: تحديد الآثار الضارة للدواء.
- علم السموم: التعامل مع الآثار السلبية على الكائن الحي الناتجة عن مواد كيميائية.
- التداخلات الدوائية: دراسة كيفية تداخل الأدوية بعضها مع بعض. قد يؤثر دواءان سلبًا أو إيجابًا في تأثيرات دواء ما.
- تطوير الأدوية: يتوّج عادةً في شكل من أشكال التجارب السريرية وطلبات تراخيص التسويق من منظمات الأدوية الخاصة بالبلد مثل إدارة الغذاء والدواء الأمريكية.
- علم الأدوية الجزيئي: دراسة تأثير الدواء على المستوى الجزيئي. وهو على العموم فرع من علم الأدوية أيضًا، ولكن الاهتمام النهائي هو الإنسان باعتباره منظومةً.
- علم الصيدلة الجيني: دراسة الجينوم البشري لفهم تفاعل الأدوية مع علم الوراثة، إلخ.[5][6]